# Национальная законодательная ассамблея Таиланда
Национальная законодательная Ассамблея Таиланда 2014 года (тайск. สภานิติบัญญัติแห่งชาติ) НЗАТ) — законодательный представительный орган Королевства Таиланд, являющийся однопалатным парламентом страны.
Национальная законодательная Ассамблея Таиланда была создана после роспуска Национального совета мира и порядка (НСМП). Национальная законодательная Ассамблея Таиланда ратифицировала Конституцию 2014 года и является единственным парламентским органом государства на период военного правления. Председателем законодательного собрания с 17 августа 2014 года был Порнпеч Вичитчолай.
Национальная законодательная Ассамблея Таиланда была создана для замены избранной Национальной Ассамблеи Таиланда после того, как генералу Прают Чан-оча перешла власть в результате Тайского политического кризиса 2013—2014 годов. Наряду с Национальной законодательной Ассамблеей Таиланда, в стране есть еще один орган, учрежденный Национальным советом для мира и порядка — Национальная реформенная Ассамблея. Этот орган создан для проведения в стране политических и социальных реформ, реформы национальной системы управления, он заменил существующий в Таиланде Национальный совет реформ. Национальная законодательная ассамблея Таиланда контролируется Национальным советом мира и порядка. Поскольку Национальная законодательная Ассамблея Таиланда является органом, контролируемым военными, она не представляет собой реальный законодательный орган.
После обнародования Конституции 2017 года Национальная ассамблея Таиланда была восстановлена, а Национальная законодательная ассамблея Таиланда была распущена.

## Состав
В состав Национальной законодательной ассамблеи Таиланда входят беспартийные члены. Первоначально он состоял из 220 человек, назначаемых из среды чиновников страны. Кандидатуры утверждались королем. Из 200 первоначальных членов ассамблеи 97 были офицеры (69 из них состояли на действительной военной службе), восемь полицейских (из них четыре на действительной службе). Остальные 85 членов были бывшие сенаторы, ректоры университетов и бизнесмены. В начале мая 2016 года в статье Журнала современной Азии сообщалось, что средний доход членов Национальной законодательной ассамблеи Таиланда в 32 раза превышает средний доход на душу населения (5 778 долларов США) в Таиланде.
После внесения поправок во Временную Конституцию 2014 года количество членов Национальной законодательной ассамблеи Таиланда увеличилось с 220 до 250 человек. Поправки вступили в силу 2 сентября 2016. 200 членов Национальной законодательной ассамблеи Таиланда было назначено Военным правительством страны после переворота в мае 2014 года, двенадцать членов ушло в отставку, двое погибли, 31 человек вновь вошли в его состав. Чтобы полностью заполнить состав Национальной законодательной ассамблеи Таиланда генерал Прают Чан-оча в октябре 2016 года представил на утверждение королю список из 33 новых кандидатов. Двадцать восемь из них были военные или полицейские, большинство из них — офицеры.
Как законодатели, члены Национальной законодательной ассамблеи Таиланда не получают зарплаты. Вместо этого, каждый из них получает «положение пособие» в 71 230 бат в месяц с «дополнительным пособием» в 42 330 бат в месяц. Государственные чиновники не имеют право получать зарплату из более чем одного источника, но могут получать неограниченное количество пособий и других компенсаций, не относящихся к «зарплате».
Поскольку некоторые члены Национальной законодательной ассамблеи Таиланда редко принимают участие в её работе, на заседаниях Национальной законодательной ассамблеи Таиланда регулярно проводятся переклички. На заседаниях редко присутствует Прича Чан-Оча, младший брат премьер-министра Прают Чан-Оча. Участие в работе ассамблеи Прича Чан-Оча за шесть месяцев было зафиксировано всего на шести из 453 заседаний. Устав Ассамблеи предполагает прекращение членства в нём участников, которые отсутствовали на более чем одной трети всех заседаний в течение 90 дней.